# Verner Andersson (fotograf)
Verner Laurentius Andersson, född 14 mars 1887 i Rävinge socken, död 2 april 1966 i Bosgård, Mjöbäcks församling, var en svensk fotograf.
Verner Andersson var son till Bengt Johan Andersson och sjutton år gammal när han kom till Mjöbäck. Av sin far lärda han fotograferingskonsten, han gifte sig med folkskolläraren Edvard Sandbloms dotter, lät bygga en villa i Mjöbäck och öppnade ateljé där. Tillsammans med sin far företog han även fotografiska utflykter i trakterna runt Mjöbäck. Han öppnade senare även filialer i Ullared och Torup. 1905 anges han även ha en filial i Älvsered och 1908 en filial i Landeryd.